# Vesthovde-nisi Iwa
Vesthovde-nisi Iwa är en kulle i Antarktis. Den ligger i Östantarktis. Norge gör anspråk på området. Toppen på Vesthovde-nisi Iwa är 14 meter över havet.
Terrängen runt Vesthovde-nisi Iwa är kuperad åt sydost, men åt nordväst är den platt. Havet är nära Vesthovde-nisi Iwa åt nordväst. Trakten är obefolkad. Det finns inga samhällen i närheten. 